# リサイクル機器試験施設
リサイクル機器試験施設（リサイクルききしけんしせつ）（英語名：Recycle Equipment Test Facility、略称：RETF）は、独立行政法人日本原子力研究開発機構が東海研究開発センター核燃料サイクル工学研究所に建設中の再処理研究施設である。

## 目的
リサイクル機器試験施設は、高レベル放射性物質研究施設（CPF）の研究成果を引き継ぎ、高速増殖炉の使用済み燃料の再処理技術の工学規模（燃料集合体の再処理）でのホット試験（実際の核燃料を使用した試験）を実施する。実施者は「高速炉燃料再処理の実用化に向けた技術課題を洗い出し、再処理機器や化学処理プロセスの高度化を図ることをミッションとしている」と規程している。
実施する試験内容は、高速炉使用済燃料を用いて解体、せん断、溶解、清澄、抽出等の再処理用新型機器及びプロセスの試験を行い、
- 高速炉燃料再処理プロセス及び新型機器の工学規模試験による技術確認、並びに課題の摘出と改善
- 将来施設（試験プラント）の建設・運転に必要な工学データの蓄積

を目標とする。

## 施設概要
建物：鉄骨鉄筋コンクリート造。地下2階、地上6階建て（約52m幅×約72m長さ×約34m高さ）。
試験セル：建物中央部に大型遠隔セルを配置（約13.5m幅×約53.6m長さ×約22.0m高さ、容積約11,000m3）
試験セル内装置：　30tクレーン、5tクレーン、両腕型マニプレータ2基、燃料一時保管架台、解体試験機（レーザー切断方式）、せん断試験機、精澄試験機、抽出試験機3基、溶媒洗浄試験設備、試験ラック最大8基。
付属施設：　リサイクル機器試験施設管理棟（鉄筋コンクリート造、地上4階）、非常用発電機棟（鉄筋コンクリート造、地上3階）。
再処理対象：「もんじゅ」炉心燃料とブランケット燃料、「常陽」ブランケット燃料
再処理方式：湿式再処理（チョップ＆リーチ／PUREX法）、乾式再処理も検討。
最大試験能力：10kgHM/h
連続試験能力：炉心燃料で約16時間（160kgHM、炉心燃料集合体3体分に相当）。ブランケット燃料では長期連続運転が可能。
年間最大処理能力（金属ウラン・プルトニウム換算）：年間5トン（炉心燃料1.3トン、ブランケット燃料5トン）
(出典：動燃技報 第100号)
2016年に「もんじゅ」の廃炉が決まったため無用の長物と化している。

## 技術的課題

### 導入技術
- 東海再処理施設の技術
- 高レベル放射性物質研究施設（CPF）の研究成果
- 遠隔操作機器等の技術開発（遠隔技術に関する日米共同研究：1982～1987年）
- 臨界安全研究（日米共同臨界実験：1983～1988年）

### 新技術
ラッパ管の解体工程
高速炉燃料の再処理に特有なラッパ管（燃料集合体で燃料ピンを束ねるステンレス製六角管）を除去するための解体工程
高プルトニウム富化度燃料処理
使用済み核燃料の富化度（プルトニウム濃度）が20～30%のため、臨界安全管理形状が小さくなり、小型で高性能な機器類が必要になる。
高燃焼度燃料処理
使用済み核燃料の燃焼度は、当面100GWd/t、目標150～200GWd/t程度とされ、従来の軽水炉燃料の30～50GWd/tに比べて大きい。このため、核分裂生成物（高レベル廃棄物）の含量が多く、貴金属類もたくさん生成しているために、湿式法（PUREX法）では硝酸での溶解が困難になっている。
- レーザー解体機
- 連続溶解槽
- 遠心抽出機
- 再処理施設のプロセス設計（物質収支計算等）

## 経緯
1987年、概念設計に着手。1988年、詳細設計。1993年、補正設計を行なう。1995年1月、着工。2000年6月、試験棟建物、電気設備、換気・給排水設備、建物に付属する搭槽類等の施設工事（第1期工事）を終了。
2020年11月現在未完成（建屋内には何もない）。